# Tod im Internat (2017)
Tod im Internat ist ein zweiteiliger Fernsehfilm aus dem Jahr 2017 von Torsten C. Fischer. Der Politthriller wurde von der tv60film für das ZDF produziert und am 9. und 11. Oktober 2017 erstmals gesendet. Die Handlung spielt in Frankfurt am Main und Umgebung. Nadja Uhl und Hanno Koffler sind als Ermittler besetzt, Joachim Król, Martin Feifel, Oliver Stokowski und Karoline Eichhorn treten als Eltern einiger der im Internat befindlichen Schüler auf. 

## Handlung

### 1. Teil „Das verschwundene Mädchen“
Isabell Mosbach, Ermittlerin beim LKA, wird in das hoch angesehene Internat „Erlengrund“ geschickt, um das spurlose Verschwinden der Schülerin Sophie Wichert zu untersuchen. Die Jugendliche könnte ausgerissen sein, doch da sie die Tochter eines hohen Verfassungsschutzbeamten ist, der sich in seiner beruflichen Laufbahn nicht gerade wenig Feinde gemacht hat, wäre auch ein Verbrechen denkbar. Mosbach soll zunächst verdeckt recherchieren und fängt deshalb im Internat als Lehrerin für Englisch und Sport an. Bei ihren Ermittlungen steht ihr Julian Sellinger, ein Kommissar der örtlichen Polizei, als Mittelsmann zur Seite. Nachdem die KTU nichts Verwertbares im Zimmer von Sophie gefunden hat, sieht sich Mosbach selbst noch einmal dort um. Dabei findet sie Hinweise auf eine mögliche Schwangerschaft der Siebzehnjährigen. Als potentieller Vater kommt ihr Mitschüler Felix Baumschulte in Betracht, doch dieser ist ebenso wie die gesamte Klasse sehr verschlossen. Mosbach hat das Gefühl, dass die Schüler sich für das, was geschehen ist,  verantwortlich fühlen. Sie stößt bei diesen auf eine Mauer des Schweigens und bekommt keinen rechten Zugang zu den jungen Leuten. 
Wenige Tage nach dem Verschwinden Sophies wird Felix erschossen im See aufgefunden. Gemeinsam mit Kommissar Sellinger versucht Mosbach zu klären, ob es sich um einen Suizid oder ein Verbrechen handelt. Möglicherweise hängen beide Fälle zusammen. Je näher Mosbach den Lehrern, Eltern und Schülern im Internat kommt, desto mehr bestätigt sich, was sie gleich zur Begrüßung geahnt hatte: Hier sagt niemand, wer er wirklich ist. Der Vater des verschwundenen Mädchens benimmt sich seltsam, die Mitschüler wissen mehr, als sie sagen, ein Lehrer bemüht sich aufdringlich um Mosbachs Freundschaft und der tote Junge hatte ein sonderbares Hobby. Die bisherigen Ermittlungen bei Lehrern und Schülern ergeben mehr Fragen als Antworten. Doch Isabell Mosbach hat selbst ein Geheimnis: Auch ihre Vorgesetzten wissen nicht, dass die Ermittlerin einst selbst Schülerin des Elite-Internats war und dass sie die Schule bei Nacht und Nebel verlassen musste. Dass ihre eigene Geschichte und das Geheimnis von „Erlengrund“ aufs Engste verwoben sind, weiß nicht einmal Mosbach selbst.
Nachdem die Pistole gefunden wird, mit der Felix erschossen wurde, steht fest, dass es kein Suizid war. Auffallend ist die Tatsache, dass diese Waffe schon vor über 30 Jahren eine Rolle bei zwei Polizisten-Morden gespielt hat, die in den 1980er-Jahren an der Frankfurter Startbahn West verübt wurden, und bei denen diese Waffe zum Einsatz kam.

### 2. Teil „Schattenwelten“
Während Mosbach und Sellinger das Krimipuzzle Stück für Stück zusammensetzen, entdecken sie immer mehr politische Verstrickungen. Nach ihren bisherigen Ermittlungen gehörte Herbert Wichert zusammen mit Felix’ Vater und Volker Jens zur Gruppe linker Aktivisten. Die seinerzeit abgefeuerten tödlichen Schüsse auf die beiden Polizisten wurden Jens angelastet. Dieser setzte sich nach Indien ab, sodass bis heute niemand für die Morde verantwortlich gemacht wurde. Nun taucht Jens plötzlich wieder bei Wichert auf und fordert von ihm einen neuen Pass und eine neue Biografie, was Wichert dank seiner Stellung beim Verfassungsschutz keine großen Probleme bereiten dürfte. Um seiner Forderung Nachdruck zu verleihen, setzt Jens Wichert davon in Kenntnis, dass er Sophie als Pfand habe. Wichert kontert seinerseits und erklärt ihm, dass er seine eigene Tochter entführt habe, denn Sophie sei sein Kind. Daraufhin gibt sich Volker Jens gegenüber Sophies Mutter zu erkennen und bringt sie zu ihrer Tochter. Auf der Fahrt dorthin gerät er in eine Polizeikontrolle, der er zwar unerkannt entkommen, jedoch nicht verhindern kann, dass er einen Polizisten anfährt. Sophie erfährt nun, dass das halbe Leben ihrer Eltern auf mehr als nur einer Lüge aufgebaut ist und sie ihr ihren biologischen Vater all die Jahre verschwiegen hatten. Volker Jens lässt Sophie und ihre Mutter gehen, und beide finden sich wohlbehalten wieder zu Hause ein.
Für Isabell Mosbach ist ihr eigentlicher Auftrag damit beendet, doch lassen ihr und Julian Sellinger die drei Aktivisten und deren Leben keine Ruhe. Die angestellten Ermittlungen bringen zu Tage, dass vom Sohn eines der getöteten Polizisten die Behauptung erhoben wurde, dass die Morde seitens des Staates gedeckt und wahrscheinlich sogar in Auftrag gegeben worden seien, um so einen Grund zu haben, härter gegen die Aktivisten vorgehen zu können. Herbert Wichert wiederum befürchtet, dass mit dem Auftauchen von Volker Jens seine Machenschaften und sein doppeltes Spiel doch noch ans Licht kommen könnten. So informiert er Markus Dietze, den Sohn eines der getöteten Polizisten, darüber, wo er Volker Jens finden könne. Sein Plan geht auf, tatsächlich erschießt Dietze Volker Jens, wird dabei aber auf frischer Tat von Polizeibeamten gestellt und seinerseits erschossen. Wichert wird daraufhin für den Verfassungsschutz zu unbequem und zum Rücktritt gedrängt.
Mosbach und Sellinger gelingt es, für den Mord an Felix seinen Mitschüler Till zu einem Geständnis zu bewegen. Felix besaß die Pistole von Sophie, die sie im Keller ihres Vaters zufällig gefunden und zu heimlichen Schießübungen mit ins Internat genommen hatte. Im Streit zwischen Till und Felix hatte sich dann der tödliche Schuss gelöst.
Wilfried Maas vom Stiftungsrat findet heraus, dass die neue Lehrerin in Wirklichkeit eine LKA-Beamtin ist. Er bangt somit um das wohlgehütete Geheimnis des Internats „Erlengrund“, welches seit vielen Jahren finanzielle Unterstützung aus einer Stiftung in der Schweiz erhält, die mit einem Auslandsfonds der SED errichtet wurde. Mit diesen Geldern hatte damals die DDR versucht, die linke Szene zu stärken und auf die Schüler und deren Ausbildung Einfluss zu nehmen. Heute will davon niemand mehr etwas wissen. Es ist wahrscheinlich, dass die Stiftungsgelder von illegalen Schwarzgeldkonten stammen. Isabell erfährt nun von Maas, dass ihr Vater aus der DDR stammte und als Spion in den Westen geschickt wurde. Hier verliebte er sich und kehrte nicht wieder zurück, starb dann aber bei einem Autounfall Ende der Siebziger im thüringischen Triptis, als Isabell zwölf Jahre alt war. Angesichts dieser Enthüllungen zweifelt die Ermittlerin und vermutet, dass er von der Stasi eliminiert worden ist. Da ihr dafür aber jegliche Beweise fehlen, will sie damit und mit dem Hintergrundwissen über die ominöse Internatsstiftung an die Öffentlichkeit gehen. Maas versucht dies zu verhindern, indem er, um Isabel einzuschüchtern, eine gute Freundin von ihr umbringen lässt. Wie sich Isabell Mosbach letztlich entscheidet, bleibt offen.

## Rezeption

### Einschaltquoten
Die Ausstrahlung des 1. Teils Das verschwundene Mädchen von Tod im Internat am 9. Oktober 2017 wurde in Deutschland von insgesamt 5,72 Millionen Zuschauern gesehen und erreichte einen Marktanteil von 18,6 Prozent fürs ZDF; in der Gruppe der 14- bis 49-jährigen Zuschauer wurden 10,0 Prozent erreicht. Der 2. Teil Schattenwelten am 11. Oktober 2017 wurde von 5,06 Millionen Zuschauern gesehen mit einem Marktanteil von 17,2 Prozent, bei den Jüngeren lag die Quote bei 8 Prozent.

### Kritiken
Rainer Tittelbach würdigt den Zweiteiler auf seiner Seite tittelbach.tv ausführlich als Politthriller mit Seltenheitswert, der sich aus heutiger (2017) Sicht mit 30 Jahren deutsch-deutscher Geschichte auseinandersetzt, und lobt besonders den Regisseur und die Hauptdarstellerin. Dass das ursprüngliche Konzept eines 360-minütigen Vierteilers auf zwei 105-minütige Teile verdichtet wurde, hat für Tittelbach zwar einige Fragen unbeantwortet gelassen, wird aber als „sehr sehenswert“ (5 von 6 möglichen Sternen) bezeichnet. „Der Film müsste beim Zuschauer funktionieren. Umso besser, je mehr er bereit ist, sich auf die politischen Bewegungen der 1980er-Jahre hüben wie drüben einzulassen. Aber auch, wer diesen deutsch-deutschen Machenschaften wenig abgewinnen kann, dürfte genug Reizvolles zum ‚Andocken‘ finden.“
Elmar Krekeler schrieb für Die Welt: „Es gibt halt in Deutschland wahnsinnig viel an Wirklichkeit, an wirklicher Geschichte, aus dem man das Optimum herausholen kann. Dazu braucht man keine Nazis, dazu reicht im Fall von ‚Tod im Internat‘ schon das etwas erweiterte vergangene Vierteljahrhundert. Und wenn man zu viel an Wirklichkeit hat, kann einem das schon mal die Luft zum Erzählen wegnehmen.“ Der Kritiker schreibt weiter: „Mehrere Umdramatisierungen – es war mal von einer Folge von vier Andertshalbstündern die Rede. Das ist nicht ganz folgenlos für ‚Tod im Internat‘ geblieben, hat ihm aber nicht das Leben gekostet. Weil Kameramann Holly Fink für alle Ebenen der Geschichte gespenstisch untergründige Bilder findet, weil er ein extrem faszinierendes Protokoll der Gesichter abliefert, die weiter erzählen, wenn Stille herrscht, weil die Worte fehlen.“ Er hebt dabei einzelne Schauspieler besonders hervor. „Weil diese Gesichter tatsächlich erzählen können, wenn ihre Figuren nichts mehr sagen. Das von Martin Feifel vor allem. Der spielt einen Mann, der sich seine Vergangenheit, seine Würde wieder zurückholen will. Oder das Gesicht von Joachim Król, der es wieder einmal schafft, binnen weniger Sekunden die Gefährlichkeit eines deutschen Großspießers aus dessen prinzipieller Pullundermäßigkeit derart herauszuspielen, dass es einem Angst und Bange wird. Oder das von Manfred Zapatka, der in das Porträt des mörderischen Alt-Stasikaders alle Klandestinität steckt, der er fähig ist und das ist ja bekanntermaßen ziemlich viel. Das von Nadja Uhl, der man diverse Fernsehpreise hinwerfen will am Ende. Oder das von Merlin Rose, der hier mal pars pro toto für all die Jungstars stehen soll, die in ‚Tod im Internat‘ wieder unter Beweis stellen, dass es einem nicht bange werden muss um den deutschen Film“.
Julian Miller von Quotenmeter hingegen sah das ganz anders und schrieb: „Das Ergebnis ist dasselbe jedes überbläht erzählten Melodrams: viel heiße Luft und gähnende Leere. Auch, wenn man es wie hier ein bisschen als Krimi tarnen will. Besonders Nadja Uhl und Joachim Król merkt man die Unterforderung derweil permanent an. Gerade mit ihnen als Darstellern hätten die Figuren einer viel intelligenteren, komplexeren Führung bedürft als das langsame Aufdecken ihrer alten Geheimnisse. Bei beiden Darstellern lässt sich eine aufrichtige Ambition erkennen, die Widersprüchlichkeiten ihrer Figuren sinnig und emotional einnehmend zu transportieren. Schade, dass die Dramaturgie davon nicht sonderlich viel wissen will.“
Harald Keller sah für die Frankfurter Rundschau eine gewisse „Unentschlossenheit des gesamten Projektes“. Es sei ein „erzählerischer Komplex für sich, aber der reichte offenbar noch nicht aus. In die Fabel wurden auch noch die Demonstrationen gegen die Frankfurter Startbahn West und der in diesem Zusammenhang begangene Mord an zwei Polizisten eingewoben.“

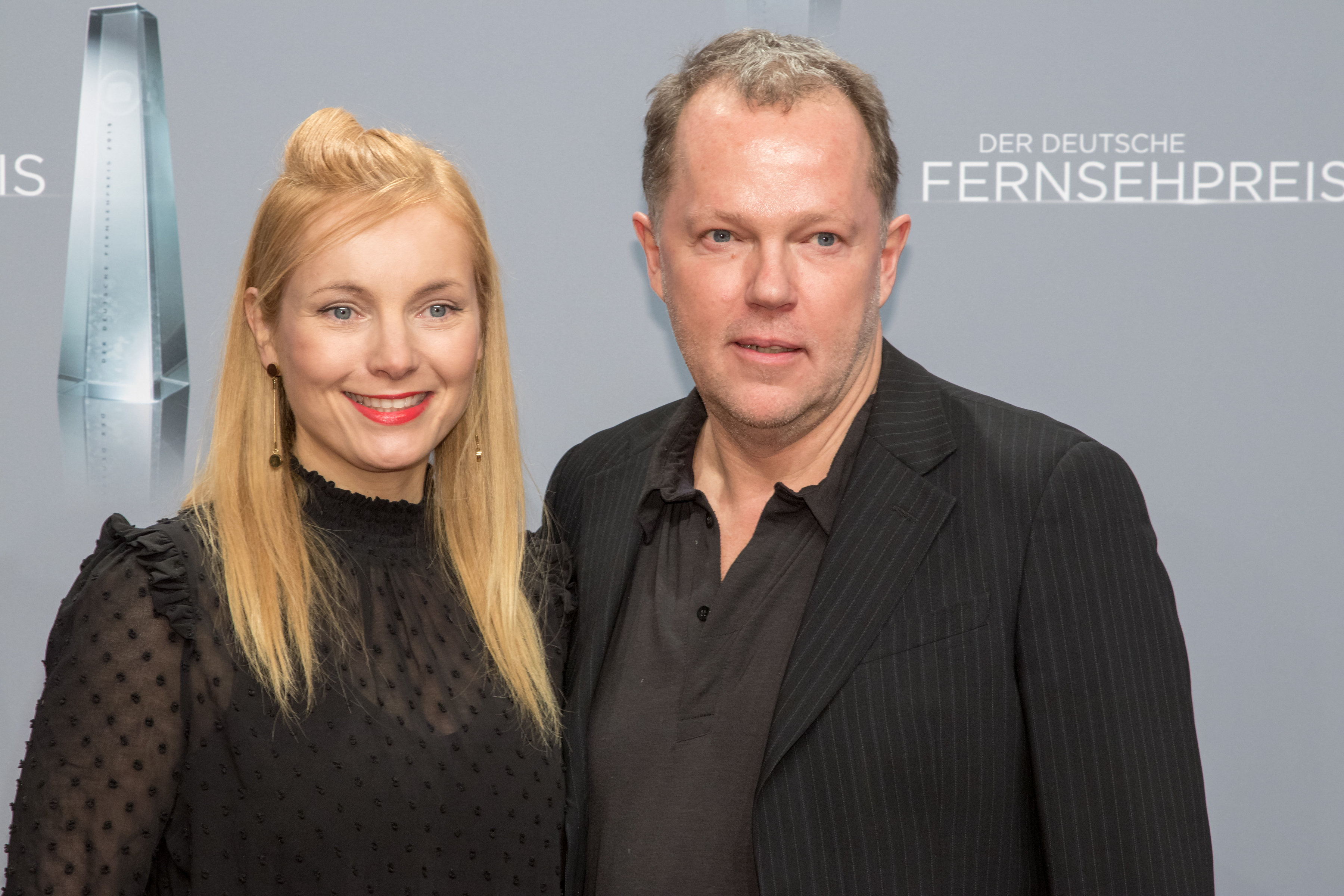
Torsten C. Fischer und Nadja Uhl beim Deutschen Fernsehpreis 2018

## Auszeichnungen
Beim Deutschen Fernsehpreis 2018 erhielt der Film Nominierungen in den Kategorien „Bester Mehrteiler“ und „Beste Schauspielerin“ (Nadja Uhl).